# Scymnus fraternus
Scymnus fraternus är en skalbaggsart som beskrevs av Leconte 1852. Scymnus fraternus ingår i släktet Scymnus och familjen nyckelpigor. Inga underarter finns listade i Catalogue of Life.